# Raheem DeVaughn
Raheem DeVaughn (* 5. Mai 1975 in Newark, New Jersey) ist ein US-amerikanischer R&B- und Neo-Soul-Sänger.

## Biografie
Um seine Karriere zu starten, investierte DeVaughn seinen Gewinn aus einem Talentwettbewerb in einige Indie-Veröffentlichungen. Daraufhin wurde das Label Jive auf ihn aufmerksam und nahm ihn unter Vertrag. Im Juni 2005 erschien sein Debütalbum The Love Experience. Es schaffte es auf Anhieb in die Top 50 der US-Albumcharts. Guess Who Loves You More wurde ein erster Hitsong in den R&B-Charts.
Seinen großen Durchbruch hatte DeVaughn bereits mit seinem zweiten Album Love Behind the Melody, das Anfang 2008 erschien. Es führte die R&B-Charts an und erreichte Platz 5 der Verkaufscharts. Das Lied Woman wurde sein erster Hit in den offiziellen Singlecharts und brachte ihm eine Grammy-Nominierung in der Kategorie R&B ein. Die zweite Singleauskopplung Customer bekam im Jahr darauf eine Grammy-Nominierung als bester R&B-Song.
2010 folgte das dritte Album von Raheem DeVaughn mit dem Titel The Love & War Masterpeace. Es kam erneut unter die Top 10 der offiziellen Albumcharts, blieb aber insgesamt hinter dem Vorgänger zurück. Die Singleauskopplungen waren auch nur in den R&B-Charts erfolgreich. Trotzdem wurde er für die Grammy Awards 2011 erneut nominiert, diesmal in der Kategorie Bestes R&B-Album.

## Diskografie
Alben
- The Love Experience (2005)
- Love Behind the Melody (2008)
- The Love & War Masterpeace (2010)
- A Place Called Love Land (2013)
- Love Sex Passion (2015)
- Decade of a Love King (2018)
- The Love Reunion (2019)
- What A Time To Be In Love (2020)
- Lovesick (mit Apollo Brown) (2021)

Singles
- Guess Who Loves You More (2005)
- Believe (2005)
- You (2006)
- My Soul’s Not 4 Sale (DJ Jazzy Jeff featuring Raheem DeVaughn, 2007)
- Woman (2007)
- Customer (2008)
- Bulletproof (featuring Ludacris, 2009)
- I Don’t Care (2010)
- B.O.B. (2010)
- Love Connection (2013)
- Ridiculous (2013)
- Queen (2014)
- Temperature’s Rising (2015)
- Don’t Come Easy (2018)
- What It Feels Like (2018)
- Belongs 2 You (featuring Rob Hill Sr., 2019)
- Just Right (2019)
- Rose Gold (2019)
- Marvin Used To Say (2020)
- Mr. Midnight (2020)
- Twilight (2020)